# 帝馬歐白魚
帝馬歐白魚（学名：Alburnus timarensis）為輻鰭魚綱鯉形目雅羅魚科歐白魚屬的其中一種，被IUCN列為極危保育類動物，分布於亞洲土耳其凡湖的卡拉蘇沙庫裡/因茨克法利/卡拉蘇溪流域，體長可達10.8公分，棲息在河川底中層水域，生活習性不明。

## 扩展阅读
- 維基物種上的相關：帝馬歐白魚